# Carposina maculosa
Carposina maculosa is een vlinder uit de familie van de Carposinidae. De wetenschappelijke naam van de soort is voor het eerst geldig gepubliceerd in 1927 door Philpott.